# Luis Manuel Molina
Luis Manuel Molina de Varona es un músico cubano, guitarrista concertista, compositor, arreglista, director musical, locutor y realizador de programas radiales.

## Historia
Nace en La Habana, Cuba, el 25 de febrero de 1959. Estudió el nivel medio en el Conservatorio Amadeo Roldán con el profesor Flores Chaviano y concluyó estudios graduándose de Licenciatura en Música, especialidad de Guitarra en el Instituto Superior de Arte (ISA) de La Habana con los profesores Carlos Manuel Molina (su propio hermano), Isaac Nicola y Jesús Ortega. Recibió clases magistrales de importantes figuras como Leo Brouwer, Alirio Díaz, Ichiro Suzuki, Costas Cotsiolis, Manolo Sanlúcar y Mónica Rost.

## Obras

### Coro mixto
- La balada azul, 1979
- Las Bienaventuranzas, 1993
- Te doy gracias, 1994
- Ave María, 1997

### Coro mixto y orquesta
- Cantata gesta luminosa, 1988

### Guitarra sola
- Romance para dos almas, 1979
- Capricho místico para una guitarra solitaria, 1986
- Serenata del Ángel, 1990
- Tres evocaciones españolas, 1992
- Externsteine, 1992
- Bocetos de ultramar, 1994
- Oración y Tarantella Fantástica, 1998
- Sonata No.1 “El Valle de los Templos”, 1998-1999
- Adagio para el Gentilhombre de Aranjuez, 1999
- Poema Idílico, 2000
- Balada para el Caballero, 2002
- Sgt. Pepper`s Fancy, 2002
- Vals para una Ninfa, 2005
- Oricalco,[2] 2006

### Para dos guitarras
- Talismán y Arabescos, 1995

### Para tres guitarras
- Souvenir de Aha-u-sen,1991

### Para cuatro guitarras
- Divertimento, 1992

### Para orquesta de guitarras
- Fantasía para la Dama del Lago Bullensee.[3]
- Ofrenda para una flor, 1995
- Taj Mahal, Idilio de los Amantes, 2002
- Sinfonía de Gilgamés, 2008-2009

### Para Clarinete y Guitarra
- El Hada de los Sortilegios,[4] 2007

### Para piano
- Preludio y Toccata, 1979

### Música de cámara
- Un otoño en Weimar, 1982, para flauta recorder y dos guitarras
- La música de la casa de nadie, 1989 para flauta, oboe, clarinete, corno francés y guitarra.
- Pastoral y danza rústica, 1992
- Suite cubana, 1993
- Como un ángel cruzando por mi ventana..., 1996
- Oración por los cinco, 2013

### Música incidental para teatro infantil
- La gata que iba sola, 1988
- Peter Pan, 1990

Sus obras han sido publicadas en la Editorial Alpuerto de Madrid, España y la Editorial Hubertus Nogatz Verlag de Dusseldorf, Alemania.

## Otras actividades como guitarrista y compositor

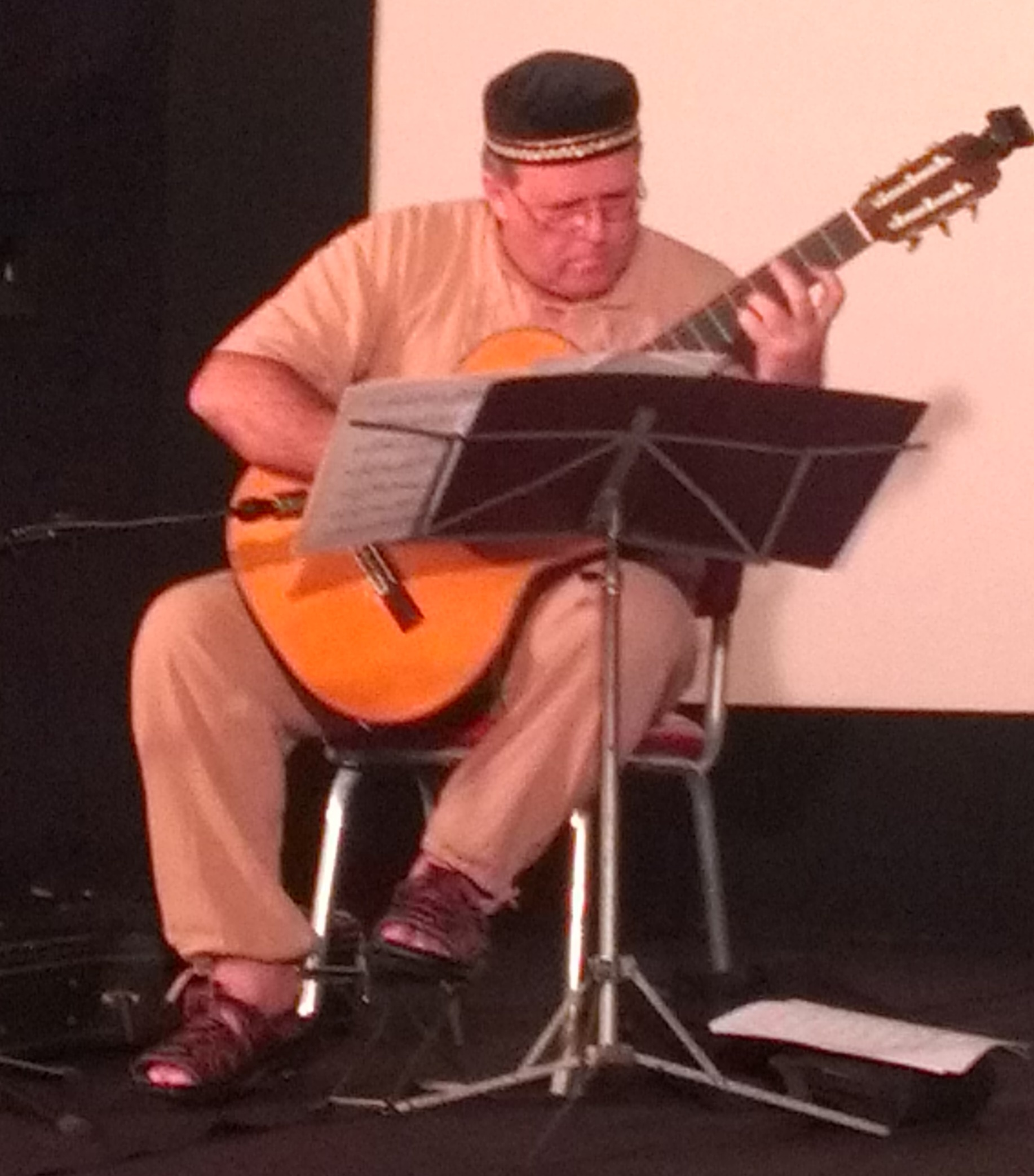
Concierto en la "Escuela Internacional de Cine y Televisión" en Cuba

Participó como arreglista musical e intérprete en la Santa Misa celebrada en La Habana por la visita de Su Santidad Juan Pablo II (1998) y nuevamente desempeñó similares funciones en la Santa Misa celebrada en la capital por su Santidad Benedicto XVI (2012).
Dirige, escribe y conduce dos programas de radio especializados en música, en CMBF Radio Musical Nacional. Estos programas son: Música Antigua y Amigos de la Guitarra. Además dirige y escribe la sección Músicos en el Tiempo en esa misma emisora.
Es coautor del libro “Los Beatles en Cuba”, La Habana (febrero de 1998).
Ha publicado numerosos artículos en revistas especializadas del país como la Revista ONDA del Centro de Estudios Martianos. Escribe (semanalmente) las notas a los programas de la Orquesta Sinfónica Nacional de Cuba.
En abril de 1993 su obra “Divertimento” fue interpretada por la Orquesta de Guitarras del Conservatorio de Shenandoah (Virginia), Estados Unidos.
Su Sinfonía de Gilgamés fue estrenada en Cuba en el Teatro Amadeo Roldán por la Orquesta de Guitarras de Rheine (Alemania) y la Orquesta Sonantas Habaneras el (26 de julio de 2009).
También la Orquesta de Guitarras de Rheine de Alemania tiene incluido en su disco “live’’ su composición Fantasía para la Dama del Lago Bullensee.
Ha participado en los Festivales de La Habana de música contemporánea (en las ediciones de los años 2007,2008, 2009 y 2010).
Actuación como solista en los Festivales XXI, XXI y XXIII de La Huella de España
Actuó en la Gala por el Aniversario 60 de la Fundación del Ballet Nacional de Cuba (Teatro Amadeo Roldán, octubre de 2008)
Actuó en la Gala por el Aniversario 50 de la Fundación de la UNEAC en presencia del presidente de la República de Cuba, Raúl Castro Ruz y destacadas personalidades de la Cultura Nacional.
Actuó en la Gala por el Aniversario 25 de la Fundación del Ballet Español de La Habana.
Realizó la dirección artística y participó como intérprete en el Concierto “From me to you”, dedicado a Sir George Martin. En ese concierto Molina estrenó su composición para guitarra sola “Sgt. Pepper’s Fancy”, escrita especialmente para esa ocasión y dedicada al propio Sr.Martin. (La Habana, noviembre de 2002).
Con su agrupación Magical Beat, participó en los Festivales de Música de los Beatles celebrados en el Sandal Royal Hicacos Hotel (Varadero, Matanzas) (2011 y 2012)
Como músico de sesión participó en las grabaciones de los discos ”Expedición” de Silvio Rodríguez(cantautor cubano) y “Canciones del buen amor”de José María Vitier.
La sala Glauber Rocha de la Escuela Internacional de Cine y Televisión de San Antonio de los Baños(Cuba), ha servido de escenario en varios de sus conciertos como guitarrista clásico.

## Ha dirigido las agrupaciones musicales
- Géminis (grupo de rock sinfónico)
- Cuarteto Orfeo
- Cuarteto Metamorfosis
- Quinteto Eclosión

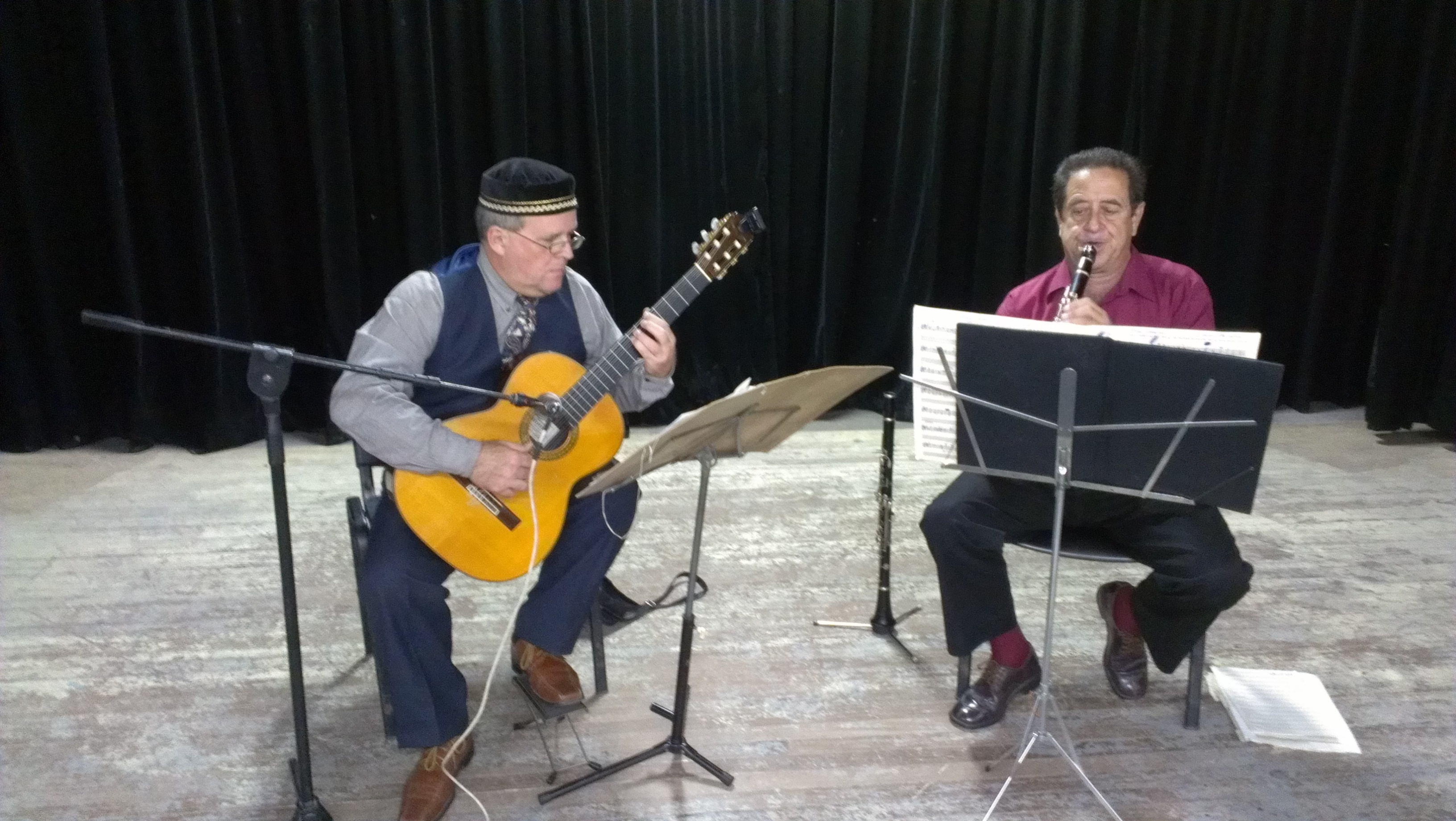
"Duo Cáliz" Luis Manuel Molina y Vicente Monterrey

- Magical Beat (grupo de cámara-rock)
- En la actualidad dirige, desde hace 15 años, el “Dúo Cáliz”.[6]

## Participación en concursos internacionales, festivales y conciertos
- Hungría(1979, 1981): Concursos Internacionales de Guitarra de Esztergom y Keszthely.
- Nicaragua(1981): Participación en el estreno en ese país de la obra Canto General de Mikis Theodorakis, bajo la dirección del propio compositor.
- Checoslovaquia(1982,1988): Festival Internacional Interpodium de Bratislava y Festival Internacional de Ostrava.
- Alemania (1982,1985,1990,1992,1995,2002): Ofreció Conciertos e impartió clases magistrales en los Festivales Internacionales de Guitarra de Markneukirchen y Rotenburg.
- España (1994,1995)>Como miembro y Director del Dúo Cáliz en el V Festival Internacional de Guitarra de Ponferrada (1994) con la flautista Diana López Moyal, teniendo además una actuación memorable en el Ateneo de Madrid con éxito de público y crítica. Ambos sostuvieron encuentros de trabajo con el maestro Joaquín Rodrigo. En 1995 ofreció conciertos en la ciudad de Segovia.
- Polonia (1988): Festival de Guitarra Lodz.
- Italia (1993, 1994 y 1997): Como guitarrista y mandolinista de la Compañía de Opereta del Teatro Bellini de Nápoles en colaboración con el Teatro de la Opera y el Ballet Nacional de Cuba, Conciertos en Nápoles, Torino, San Remo, Venecia, Viterbo, Benevento, Vercelli, Salerno, Lecce, Bari, Ravenna, Bassano dei Grapa, Reggio Emilia, Este, Vicenza, Riccione, Rosetto degli Abruzzi, Mestre, Rovigo, Bolonia, Palermo, Catania, Agrigento, Trento, Brindisi, Ascoli Piceno, Sulmona, Senigallia, Modena, Ferrara, Ostuni y Caltanisetta.
- Canadá (1995): Conciertos en Toronto, Montreal y Ottawa. En esta última ciudad ofreció un concierto en el Parlamento, contando con la presencia de numerosos parlamentarios, personalidades de la política y cultura de ese país.
- Venezuela (1995): En Caracas ofreció un concierto didáctico y clases magistrales en el Conservatorio de Olga López.
- Bélgica (2005): Ofreció conciertos en las ciudades de Bruselas y Aalst, con repertorio fundamentalmente de su propia autoría, obteniendo un rotundo éxito del público y la crítica.
- Islas Caimán (2007): Conciertos con el dúo Cáliz, ofreciendo un programa íntegro de obras del compositor austríaco Franz Schubert.

## Giras y eventos

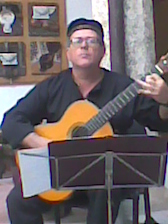
Concierto en el Museo de la Cerámica en La Habana

Molina ha participado en diversos eventos en Cuba y en el extranjero obteniendo varios reconocimientos:
- Primer premio de los concursos efectuados en los conservatorios Alejandro García Caturla y Amadeo Roldán, (1975, 1976 y 1977)
- Segundo premio en el Encuentro de guitarristas de América Latina y el Caribe efectuado en la Casa de las Américas, (1978)
- VI Festival Internacional de Ballet de La Habana, (Cuba), en el ballet Danza con la guitarra de Amèrica (1978)
- Segundo Premio en el IV Concurso y Festival Internacional de Guitarra de Esztergom, Hungría, (1979)
- X Festival Internacional Interforum, Hungría, (1981)
- XII Festival Internacional Interpodium(Bratislava) Checoslovaquia (1982)
- Festival Internacional de Guitarra de Ostrava, Checoslovaquia.(1985)
- Festival Internacional de Guitarra de Markneukirchen, Alemania. (1985)
- IV Festival Internacional de Guitarra de Lodz, Polonia, (1988)
- Festival Internacional de Guitarra de La Habana, (1984, 1986 1991, 1996 y 2000)
- V Festival Internacional de Guitarra de Ponferrada, España (1994).
- Festival Internacional de Guitarra de Rotenburg, Rotenburger Gitarrenwoche, Alemania (1990, 1992, 1995 and 2002).
- Italia: con la Compañía de Operetas del Teatro Bellini de Nápoles: (1993, 1994 y 1997) (como guitarrista y mandolinista).
- España: conciertos en Ponferrada y Madrid,(1994) y en Segovia,(1995).
- Canadá: conciertos en Ottawa, Montreal y Toronto (1995).
- Caracas, Venezuela: ofreció un recital en la sala del Conservatorio de Olga López (1995).

## Distinciones

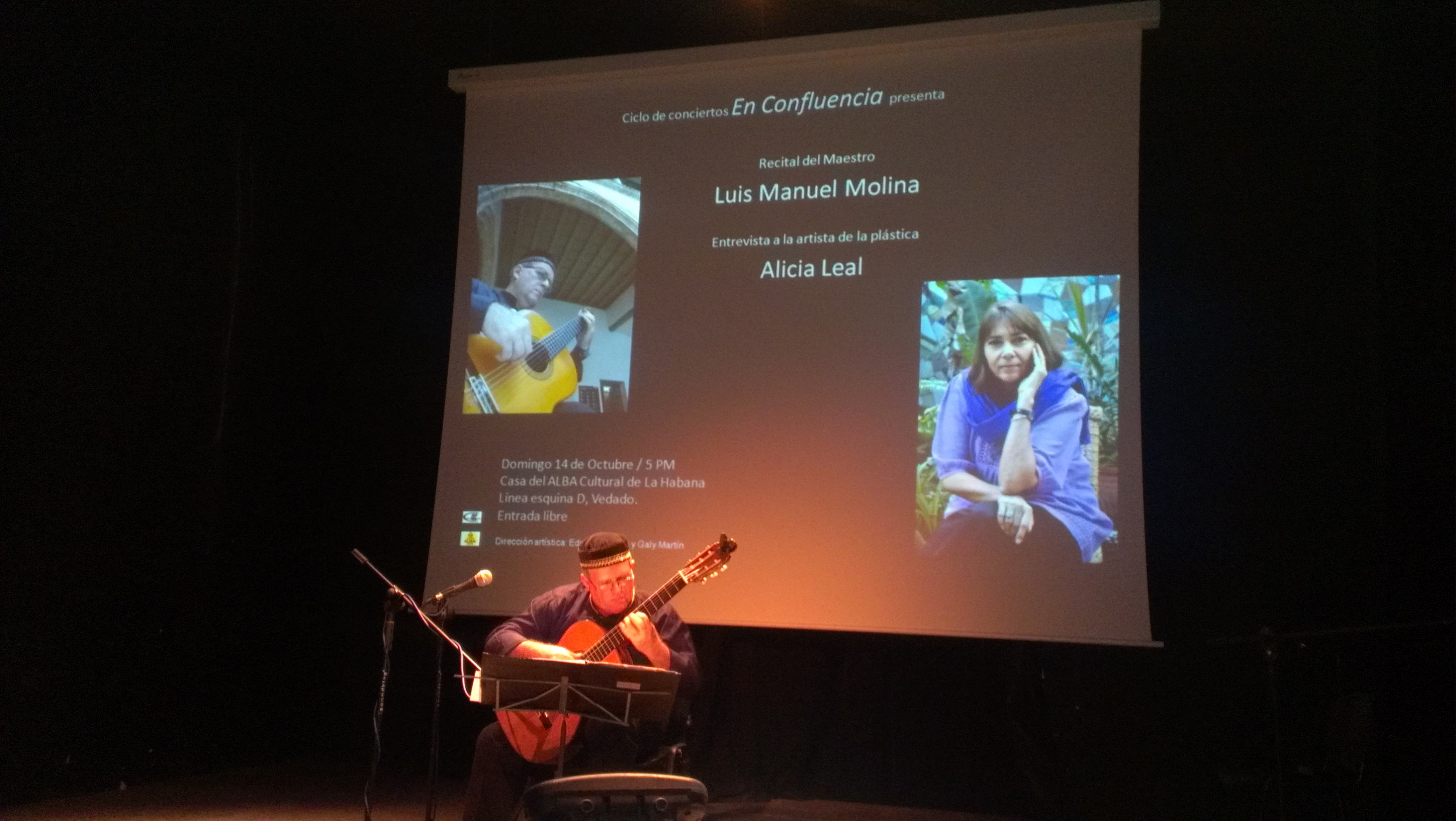
Concierto en la Casa del Alba, La Habana

Ostenta el título de Académico de la Academia Nacional del Tango de la República Argentina presidida por el Sr. Horacio Ferrer autor de los textos de las canciones de Astor Piazzolla. En el año 2000 tocó en la inauguración de la estatua de John Lennon en el parque del mismo nombre en el Vedado, en presencia del Comandante en Jefe Fidel Castro Ruz. Obtuvo la distinción por la Cultura Nacional otorgada por el Ministerio de Cultura de la República de Cuba en 2002. Fue incluido en el diccionario Enciclopédico de la música en Cuba del musicólogo cubano Radamés Giro como premio anual de investigación 2002 y en la Enciclopedia de Guitarristas del musicólogo español Francisco Herrera. Adquirió medalla conmemorativa por el Aniversario 50 de la Orquesta Sinfónica Nacional de Cuba y el Micrófono de la Radio Cubana en 2010.En el 2012 se le otorgó la Condición Artista de Mérito (otorgada por el ICRT de Cuba).

### Videos (Youtube)
- Luis Molina - Vereda Tropical (Gonzalo Curiel)
- Luis Molina - Joropo (José Luis Merlín)
- Luis Molina - Alfonsina y el Mar (Ariel Ramírez)
- Luis Molina - Verano Porteño (Astor Piazzolla)
- Luis Molina - Recuerdos de la Alhambra (Francisco Tárrega)
- Luis Molina - Fantasía Original (José Viñas)
- Luis Molina - Asturias (Isaac Albéniz)
- Luis Molina y Vicente Monterrey - Vals de Romeo y Julieta (Charles Gounod)
- Luis Molina y Vicente Monterrey - Serenata del Ángel (Gaetano Braga)
- Luis Molina y Vicente Monterrey - Pater Noster (Franz Liszt)
- Luis Molina y Vicente Monterrey - Cavatina (Joseph Raff)
- Luis Molina y Vicente Monterrey - Danzas Alemanas No.1 y 2 (W.A. Mozart)
- Luis Molina y Vicente Monterrey - Hey Jude (Lennon-McMartney)
- Luis Molina y Vicente Monterrey - Can't Buy Me Love (Lennon-McMartney)
- Luis Molina y Vicente Monterrey - Fantasía de La Forza del Destino (Giuseppe Verdi)
- Luis Molina y Vicente Monterrey - Fantasía de la ópera Tosca (Giacomo Puccini)
- Luis Molina y Vicente Monterrey - Aria de Las Campanas de Lakmé (Leo delibes)
- Luis Molina y Música Eterna. Director Guido López Gavilán - Adagio de Concierto de Aranjuez (Joaquín Rodrigo)
- Luis Molina y Lucia Huergo - Cavatina (Joseph Raff)
- Luis Molina y Yohana Simon - Perla Marina (Sindo Garay)
- Luis Molina - Magical Beat 1
- Luis Molina - Magical Beat 2
- Luis Molina - Magical Beat 3